# تول (قماش)
التُول هو نسيج متشبك خفيف الوزن وناعم جداً وصلب. يمكن أن يصنع من ألياف مختلفة، بما في ذلك الحرير أو النايلون أو البوليستر أو الرايون. ألياف البوليستر هي الأكثر استخداماً في صناعة التول. بينما ألياف الرايون تستخدم بشكل نادر جداً. يستخدم التول بشكل شائع لصنع الحجابات والفساتين (خاصة فساتين الزفاف) وتنانير الباليه. يتوفر التول في مجموعة واسعة من الألوان. يمكن صبغه في المنزل إذا كان مصنوعاً من النايلون أو الرايون أو الحرير ولكن لا يصبغ إذا كان مصنوعاً من البوليستر.

## طالع المزيد
- أورجانزا
- شاش